# Болотнянська сільська рада
| Болотнянська сільська рада — колишній орган місцевого самоврядування у Перемишлянському районі Львівської області з адміністративним центром у с. Болотня. Історична дата утворення: в 1940 році. Водоймища на території, підпорядкованій даній раді: річка Болотнянка. Сільській раді були підпорядковані населені пункти: - с. Болотня - с. Заставки-Яблунів - с. Рівна - с. Рубче |

## Склад ради
Рада складалася з 12 депутатів та голови.

### Керівний склад ради
| ПІБ                               | Основні відомості                                                                                  | Дата обрання | Дата звільнення |
| --------------------------------- | -------------------------------------------------------------------------------------------------- | ------------ | --------------- |
| Медвідь Мирослав Кирилович        | Сільський голова, 1968 року народження, освіта, член Української Народної Партії                   | 26.03.2006   | 31.10.2010      |
| Беньковський Володимир Михайлович | Сільський голова, 1964 року народження, освіта вища, член Всеукраїнського об'єднання «Батьківщина» | 31.10.2010   |                 |

Примітка: таблиця складена за даними джерела